# Joar Vaadal
Joar Vaadal (Steinkjer, 2 agosto 1960) è un ex calciatore norvegese, di ruolo attaccante.

## Carriera

### Club
Vaadal giocò nel 1983 nello Steinkjer e nel Lillestrøm dal 1984 al 1987. Con quest'ultimo club, vinse un'edizione della 1. divisjon e una della Norgesmesterskapet.

### Nazionale
Vaadal giocò 10 partite per la Norvegia, con due marcature all'attivo. Debuttò il 20 giugno 1984, nella vittoria per 1-0 sull'Islanda. Il 2 agosto dello stesso anno mise a segno gli unici due gol della sua carriera in Nazionale, nella vittoria per 2-0 sul Qatar.
Partecipò ai Giochi della XXIII Olimpiade con la sua selezione.

## Statistiche

### Cronologia presenze e reti in nazionale
| Cronologia completa delle presenze e delle reti in nazionale ― Norvegia | Cronologia completa delle presenze e delle reti in nazionale ― Norvegia | Cronologia completa delle presenze e delle reti in nazionale ― Norvegia | Cronologia completa delle presenze e delle reti in nazionale ― Norvegia | Cronologia completa delle presenze e delle reti in nazionale ― Norvegia | Cronologia completa delle presenze e delle reti in nazionale ― Norvegia | Cronologia completa delle presenze e delle reti in nazionale ― Norvegia | Cronologia completa delle presenze e delle reti in nazionale ― Norvegia |
| Data                                                                    | Città                                                                   | In casa                                                                 | Risultato                                                               | Ospiti                                                                  | Competizione                                                            | Reti                                                                    | Note                                                                    |
| ----------------------------------------------------------------------- | ----------------------------------------------------------------------- | ----------------------------------------------------------------------- | ----------------------------------------------------------------------- | ----------------------------------------------------------------------- | ----------------------------------------------------------------------- | ----------------------------------------------------------------------- | ----------------------------------------------------------------------- |
| 20.06.1984                                                              | Reykjavík                                                               | Islanda                                                                 | 0 – 1                                                                   | Norvegia                                                                | Amichevole                                                              | -                                                                       |                                                                         |
| 29.07.1984                                                              | Boston                                                                  | Norvegia                                                                | 0 – 0                                                                   | Cile                                                                    | Olimpiadi 1984                                                          | -                                                                       |                                                                         |
| 02.08.1984                                                              | Boston                                                                  | Norvegia                                                                | 2 – 0                                                                   | Qatar                                                                   | Olimpiadi 1984                                                          | 2                                                                       |                                                                         |
| 29.08.1984                                                              | Drammen                                                                 | Norvegia                                                                | 1 – 1                                                                   | Polonia                                                                 | Amichevole                                                              | -                                                                       |                                                                         |
| 26.09.1984                                                              | Copenaghen                                                              | Danimarca                                                               | 1 – 0                                                                   | Norvegia                                                                | Qual. Mondiali 1986                                                     | -                                                                       |                                                                         |
| 17.12.1984                                                              | Il Cairo                                                                | Egitto                                                                  | 0 – 1                                                                   | Norvegia                                                                | Amichevole                                                              | -                                                                       |                                                                         |
| 21.12.1984                                                              | Ismailia                                                                | Egitto                                                                  | 0 – 1                                                                   | Norvegia                                                                | Amichevole                                                              | -                                                                       |                                                                         |
| 26.02.1985                                                              | Wrexham                                                                 | Galles                                                                  | 1 – 1                                                                   | Norvegia                                                                | Amichevole                                                              | -                                                                       |                                                                         |
| 22.05.1985                                                              | Göteborg                                                                | Svezia                                                                  | 1 – 0                                                                   | Norvegia                                                                | Amichevole                                                              | -                                                                       |                                                                         |
| 14.10.1986                                                              | Oslo                                                                    | Norvegia                                                                | 0 – 0                                                                   | Unione Sovietica                                                        | Qual. Olimpiadi 1988                                                    | -                                                                       |                                                                         |
| Totale                                                                  |                                                                         | Presenze                                                                | 10                                                                      |                                                                         | Reti                                                                    | 2                                                                       |                                                                         |

## Palmarès

### Giocatore

#### Club

##### Competizioni nazionali
- Campionato norvegese: 1

Lillestrøm: 1986
- Coppa di Norvegia: 1

Lillestrøm: 1985